# Klaus-Michael Wimmer
Klaus-Michael Wimmer (* 1951 in Minden) ist ein deutscher Erziehungswissenschaftler.

## Leben
Nach dem Abitur 1971 am Steinbart-Gymnasium studierte er von 1971 bis 1978 an der Philipps-Universität Marburg Pädagogik und Soziologie. Nach der Promotion 1987 zum Dr. phil. bei Christoph Wulf und Dietmar Kamper an der FU Berlin und der Habilitation 2000 an der Martin-Luther-Universität Halle-Wittenberg (Venia Legendi Erziehungswissenschaft mit dem Schwerpunkt Allgemeine Erziehungswissenschaft) war er von 2000 bis 2016 Professor (C4) für Allgemeine Erziehungswissenschaft unter besonderer Berücksichtigung systematischer Erziehungswissenschaft an der Universität Hamburg.

## Schriften (Auswahl)
- Der Andere und die Sprache. Vernunftkritik und Verantwortung. Berlin 1988, ISBN 3-496-00973-X.
- mit Jan Masschelein: Alterität, Pluralität Gerechtigkeit. Randgänge der Pädagogik. Leuven 1996, ISBN 90-6186-750-9.
- Dekonstruktion und Erziehung. Studien zum Paradoxieproblem in der Pädagogik. Bielefeld 2006, ISBN 3-89942-469-7.
- Pädagogik als Wissenschaft des Unmöglichen. Bildungsphilosophische Interventionen. Paderborn 2014, ISBN 3-506-77949-4.